# 中國神學研究院
中國神學研究院（英語：China Graduate School of Theology），是一所位於香港的基督教神學院。中神的異象孕育於1960年代的美國，於香港1975年成立。

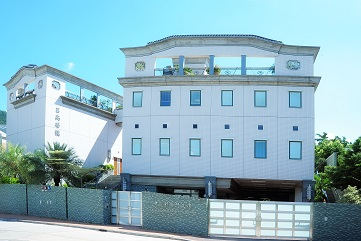
中國神學研究院多實街校舍

## 歷史
1965－1966年，美國費城西敏斯特神学院學生趙天恩、陳濟民、周永健、高集樂建立以福音信仰、不分宗派為主，招收大學畢業生的神學院。
1974年，成立「院址籌備小組」開始尋覓校址，預備於1975年開校。最後選址九龍塘德雲道4至5號為永久校舍，校舍佔地二萬平方呎。
1975年9月28日下午三時，中神於窩打老道安素堂舉行開學典禮，由艾德理牧師證道，題為「在急激蛻變的世代作神的僕人」（Servant of Christ in a Changing Society）。

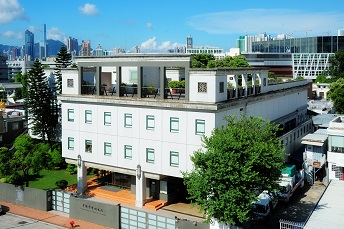
中國神學研究院德雲道校舍

1978年，首屆道學碩士共有四位畢業生。

## 院長
1. 滕近輝（1974－1989年）
2. 周永健（1989－2007年）
3. 余達心（2007－2013年）
4. 李思敬（2013－2021年）
5. 黃國維（2021年至今）

## 課程
- 聯合頒授哲學博士（與英國愛丁堡大學聯合頒授）
- 哲學博士
- 教牧學博士
- 神學碩士
- 道學碩士
- 基督教研究碩士（可選主修範圍）
- 基督教婚姻及家庭輔導碩士
- 教牧深造文憑（輔導）
- 基督教研究文憑（可選主修範圍）
- 普通話神學訓練
- 延伸課程
- 生命之道查經課程

## 出版及研究
- 院訊[3]
- 期刊[4]
- 書籍[5]
- 中國文化研究中心（1995年成立）
- 信仰及公共價值研究中心（2012年成立）

## 著名校友
- 溫偉耀
- 伍渭文

## 外部連結
- 中國神學研究院網址（页面存档备份，存于）